# Cantone di Le Grand-Bourg
Il Cantone di Le Grand-Bourg è una divisione amministrativa dell'arrondissement di Guéret.
A seguito della riforma approvata con decreto del 17 febbraio 2014, che ha avuto attuazione dopo le elezioni dipartimentali del 2015, è passato da 7 a 17 comuni.

## Composizione
I 7 comuni facenti parte prima della riforma del 2014 erano:
- Chamborand
- Fleurat
- Le Grand-Bourg
- Lizières
- Saint-Étienne-de-Fursac
- Saint-Pierre-de-Fursac
- Saint-Priest-la-Plaine

Dal 2015 i comuni appartenenti al cantone sono i seguenti 17:
- Arrènes
- Augères
- Aulon
- Azat-Châtenet
- Bénévent-l'Abbaye
- Ceyroux
- Chamborand
- Châtelus-le-Marcheix
- Fleurat
- Le Grand-Bourg
- Lizières
- Marsac
- Mourioux-Vieilleville
- Saint-Étienne-de-Fursac
- Saint-Goussaud
- Saint-Pierre-de-Fursac
- Saint-Priest-la-Plaine